# Еуген Кирила
Еуген Кирила (рум. Eugen Chirilă; 1921–1991) румунски класични филолог, археолог и нумизматичар.
Још од лицејских дана се одликовао широком ерудицијом. Владао је класичним језицима (грчким и латинским), француским, немачким, мађарским, енглеским, шпанским, италијанским и средњовековним латинским. Мада по образовању класични филолог, због комунистичке реформе образовања којом су класичне студије за дуже време укинуте у Румунији, био је принуђен да се посвети археологији. Од 1948. до пензионисања 1983. је радио у Историјском институту Академије у Клужу, мада је и после тога био научно активан, све док није подлегао болести. За собом је оставио опус који обухвата више од 200 штампаних радова. Међутим, само нека од његових дела тичу се класичне филологије Од 1949. се посветио нумизматици. Године 1970. је изабран за члана престижног Америчког нумизматичког друштва. Борио се на Источном фронту као официр-авијатичар. Одбио је да буде члан комунистичке партије или апологета диктаторског режима.